# Karakend
Karakend (armeniska: Քարաքենդ, azerbajdzjanska: Qarakənd) eller Berdashen (armeniska: Բերդաշեն) är en ort i Azerbajdzjan.   Den ligger i distriktet Xocavənd Rayonu, i den centrala delen av landet, 250 km väster om huvudstaden Baku. Karakend ligger 656 meter över havet och antalet invånare är 1 500.
Terrängen runt Karakend är kuperad. Runt Karakend är det ganska tätbefolkat, med 52 invånare per kvadratkilometer.. Närmaste större samhälle är Müşkapat, 9,3 km söder om Karakend. 
Trakten runt Karakend består till största delen av jordbruksmark.